# وو شینگ

چرخه سازنده با فلشهای سیاه (به شکل پنج ضلعی) و چرخه مخرب با فلشهای صورتی (به شکل ستاره) نشان داده شده است.

در فلسفه چین باستان، به جای عناصر اربعه پنج عنصر (Wu shing یا Wu xing) وجود دارد. این پنج عنصر آتش (火  huǒ)، آب (水 shuǐ)چوب ,(گیاه) (木 mù)، فلز (金 jīn)، خاک (土 tǔ) هستند. عدد ۵ در چین عدد بخت است. بر خلاف عناصر اربعه، چینیان معتقد نبودند که جهان از عناصر پنجگانه ساخته می‌شود بلکه معتقدند این عنصرها نشانگر تغییر هستند و هر یک عنصر بعدی را می‌آفریند.
چرخه سازنده: این عنصرها نشانگر تغییر هستند و هر یک عنصر بعدی را می‌آفریند یعنی:  چوب، سوخت آتش است. --> آتش، خاک را (به شکل خاکستر) به وجود می‌آورد. --> فلز از خاک بدست می‌آید. --> فلز می‌تواند مانند آب جاری شود. --> آب، چوب (گیاه) را تغذیه می‌کند.
چرخه مخرب: اگر این عنصرها نادرست استفاده شوند (یکی در میان استفاده شوند) خطرناک می‌شوند و چرخه مخربی ایجاد می‌کنند؛ زیرا:  چوب، خاک را می‌فرساید. خاک، آب را آلوده می‌کند. آب، آتش را خاموش می‌کند. آتش فلز را ذوب می‌کند. فلز، چوب را می‌برد.
چرخه تحلیل برنده: برعکس چرخه سازنده است زیرا آتش چوب را تحلیل می‌برد. چوب آب را ضعیف می‌کند. آب فلز را، فلز خاک را، و خاک آتش را تحلیل می‌برد. چرخه تحلیل برنده با چرخه مخرب فرق دارد زیرا چرخه مخرب «شا چی» تولید می‌کند ولی چرخه تحلیل برنده انرژی منفی ایجاد نمی‌کند فقط عنصر مورد نظر را کمی ضعیف می‌کند و اگر عنصری بیش از حد وجود داشته باشد می‌توانیم از چرخه تحلیل برنده استفاده کنیم تا بدون ایجاد انرژی مخرب تعادل را در محیط به وجود بیاوریم.

## جدول عنصرها، جهتها، رنگها و نمادها درفنگ‌شویی
| عنصر | رنگ           | جهت                      | تصویر    | شکل        |
| ---- | ------------- | ------------------------ | -------- | ---------- |
| چوب  | سبز/آبی روشن  | شرق/جنوب شرقی            | اژدها    | مستطیل     |
| آتش  | قرمز/ارغوانی  | جنوب                     | ققنوس    | مثلث       |
| خاک  | زرد           | مرکز/شمال شرقی/جنوب غربی | امپراتور | مربع       |
| فلز  | سفید/نقره‌ای   | غرب/شمال غربی            | ببر      | دایره/بیضی |
| آب   | مشکی/آبی تیره | شمال                     | لاکپشت   | خطوط موجی  |